# Jonas Widgren
Jonas Olof Widgren, född 11 juni 1944, död 25 augusti 2004, var en svensk politiker och internationell ämbetsman. 
Widgren var som rådgivare åt Europas regeringar och EU-kommissionen en av arkitekterna bakom den europeiska flyktingpolitiken. Vid sin bortgång hade han i elva års tid lett  ICMPD (International Centre for Migration Policy Development) i Wien.
Widgren arbetade bland annat som
- Huvudsekreterare i 1968 års invandrarutredning
- Departementsråd 1978-1982
- Statssekreterare i Arbetsmarknadsdepartementet 1982–1986
- Knuten till FN:s flyktingkommissarie i Genève 1987–1990
- Koordinatör för Intergovernmental Consultations on Migration, Asylum and Refugees 1991-1993
- International Centre for Migration Policy Development (ICMPD), grundare och generaldirektör 1993-2004

Widgren var sedan 1960-talet aktiv i debatten kring invandringspolitik i Sverige och har publicerat ett stort antal artiklar och böcker om till migration hörande asyl- och flyktingfrågor. Han hade konsultuppdrag åt FN och andra internationella organ och var ordförande i OECDs Working Party on Migration åren 1983–1988.
Jonas Widgren var son till skådespelaren Olof Widgren och bror till författaren Lillemor Widgren Matlack, skådespelaren Kerstin Widgren och professor Mats Widgren samt morbror till skådespelaren och regissören Helena Bergström.